# Hevselski vrtovi
Hevselski vrtovi  (turško Hevsel Bahçeleri) so sedemsto hektarjev obdelanih rodovitnih zemljišč med trdnjavo Diyarbakır in reko Tigris v jugovzhodni Anatoliji, Turčija. 
Mesto Diyarbakır je bilo obdano  z dvojnim obrambnim obzidjem, vrtovi, ki so jih napajali izviri na strmem pobočju pod mestom, pa so imeli ključno vlogo pri vzdrževanju in oskrbi mesta. Vrtovi so bili leta 2013 dodani na Unescov seznam predlogov za vpis v svetovno dediščino in bili leta 2015 skupaj z  Diyarbakırsko trdnjavo vpisani na Unescov seznam svetovne dediščine.

## Zgodovina
Hevselski vrtovi  so prvič omenjeni v aramejskih kronikah iz 9. stoletja pr. n. št. Diyarbakır, prvotno imenovan Amid, je bil zgrajen pred njimi na vrhu strmega bazaltnega hriba nad reko Tigris. 
Leta 866 pr. n. št. je mesto oblegal asirski kralj Ašurnasirpal II. Ko je mesto padlo, so bili vrtovi za kazen uničeni. 
Utrjeni Diyarbakır je bil pomembno regionalno tudi v helenističnem obdobju in v času Rimskega, Sasanidskega, Bizantinskega, islamskega in Osmanskega cesarstva in je pomembno še danes.
Vrtove med mestom in Tigrisom, ki so mesto oskrbovali s hrano, so namakali številni izviri pod mestom. Vrtovi so bili urejeni na petih terasah nad sedanjo poplavno ravnino Tigrisa. Terase je v več tisoč letih ustvarila reka, ki je vijugala po široki dolini in ustvarjala globoke struge.  Za mesto so bili ključni najbolj zgornji deli vrtov, ki so zato veljali za svete in so jih primerjali z  rajskim vrtom.
Po letu 1655 so se vrtovi razširili na oba bregova Tigrisa. Na njih so bili sadovnjaki in vinogradi in nasadi vrtnic in bazilike. V 19. stoletju so popotniki poročali, da so na vrtovih videli obilo zelo različne zelenjave in sadnih dreves in hvalili melone, grozdje marelice in slavne lubenice, ki so rasle na peščenih otokih na prepleteni reki. Voda je gnala tudi številna vodna kolesa. Nasadi murv so omogočali industrijo svile v mestu. Les murv, topolov in vrb so na splavih tovorili v Mosul.
Približno tretjina vrtov je zdaj zasajena s topoli, na drugih dveh tretjinah pa se intenzivno prideluje zelje, špinačo, solato, radič, čebulo, peteršilj, vodno krešo, jačevce, buče, paradižnik, papriko, fižol, breskve, marelice, slive, fige, murve in lešnike.

## Sedanje stanje
Hevselski vrtovi se še vedno obdelujejo, vendar njihovo celovitost ogrožajo nepooblaščena podjetja in stanovanjske zgradbe, ki so jih začeli graditi pod trdnjavo. Drugo skrb povzročajo blokirani odtočni kanali in kakovost vode. Odvzemanje vode više v dolini Tigrisa je zmanjšalo njegov pretok in občasno poplavljanje poplavne ravnice. Vzpostavljene so varovalne cone, vendar se kjub temu šteje, da so vrtovi ranljivi.

## Vir
- Sabri Karadoğan, Catherine Kuzucuoğlu. The Hevsel Gardens: Archives of Human Activities and of the Past and Present Evolution of the River Tigris at Diyarbakır. (= Band 4, Diyarbakir Fortress and Hevsel Gardens), Cultural Landscape Site Management Publications, Stadt Diyarbakir (Online kot PDF na ResearchGate)